# Strängnäs kommunvapen

S:t Petrus och S:t Paulus avbildas i vapnet med sina vanliga helgonattribut, nyckel respektive svärd.

Strängnäs kommunvapen är i princip samma vapen som gällde för Strängnäs stad. Det innehåller alltjämt S:t Petrus och S:t Paulus och registrerades med några smärre förenklingar för Strängnäs kommun 1977 sedan kommunen hade bildats 1971.

## Blasonering
Blasonering: I fält av guld S:t Petrus och S:t Paulus, sida vid sida, i röd klädnad med hy och nimbus av silver, med hår och skägg samt nyckel och svärd blå.
Den äldre blasoneringen, som fastställdes 1937, löd: I fält av guld S:t Petrus och S:t Paulus, sida vid sida, klädda i röd klädnad och grön mantel, med nimbus av silver och blå nyckel och svärd.

## Bakgrund
Strängnäs stad har ända sedan 1300-talet i sitt sigill fört stadens domkyrkas båda skyddspatroner, S:t Petrus och S:t Paulus. Bilden i sigillet har kommit att också användas som vapen för staden, och detta bruk konfirmerades när Kungl. Maj:t (regeringen) fastställde stadens vapen den 17 december 1937.
När den moderna kommunen bildades, föll det sig naturligt att stiftsstaden, som också gav kommunen dess namn, dessutom gav kommunen sitt vapen. Den blasonering som hade fastställts 1937 förenklades och förtydligades dock något inför nyregistreringen av vapnet. Registrering gjordes hos Patent- och registreringsverket 1977 i enlighet med de nya regler som då hade börjat gälla avseende immaterialrättsligt skydd för svenska kommunvapen. I samband med registreringen skapades också en ny, stramt stiliserad bild av vapnet som till en början rönte mycket kritik.

## Vapen för tidigare kommuner inom den nuvarande kommunen
Sedan det blivit möjligt för kommuner att även låta registrera "herrelösa" vapen från förutvarande kommuner inom sitt område registrerades år 1993 vapnen för kommundelarna Mariefred, Stallarholmen, Vårfruberga och Åker.
De gamla vapnen används också, tillsammans med kommunens egen flagga, som vapenflaggor på många ställen i kommunen. Dock är flaggornas färger inte alltid de riktiga, de tinkturer som framgår av blasoneringarna.

### Mariefred
Mariefreds stadsvapen går tillbaka till den sigillbild som staden tilldelades av Kungl. Maj:t 1649. Detta kom också att användas som vapen, ett bruk som bekräftades genom Kungl. Maj:ts fastställelse av vapnet den 20 september 1951. Blasoneringen byggde då på de tinkturer som gällde enligt traditionen: I blått fält en krönt madonna med gloria och mandorla, bärande på vänster arm barnet med gloria, att av guld, och stående på en månskära av silver. Samma bild hade också funnits i Mariefreds klosters sigill, känt från 1525. Vapnet upphörde vid Strängnäs kommuns bildande årsskiftet 1970/71 men har sedan registrerats för kommundelen inom denna kommun. Det förefaller naturligt att Mariefreds vapen innehöll en bild av jungfru Maria.

### Stallarholmen
Stallarholmens landskommuns vapen fastställdes av Kungl. Maj:t den 14 december 1956 med följande blasonering: I fält av guld en svart selbåge. Vapnet upphörde vid Strängnäs kommuns bildande årsskiftet 1970/71 men har sedan registrerats för kommundelen inom denna kommun. Selbågen kommer från Selebo härads sigill och grundar sig på en folklig tolkning av ortnamnet men kan förstås också passa för ortnamnet Stallarholmen.

### Vårfruberga
Vårfruberga landskommun fick den 29 november 1957 sitt vapen fastställt av Kungl. Maj:t med denna blasonering: I grönt fält en som en krumstav formad, uppväxande naturlig lilja med stängel av guld och kalk av silver. Orten har fått sitt namn av cistercienserklostret Vårfruberga kloster, vilket också går igen i vapnet. Liljan är en symbol för jungfru Maria, också kallad Vår Fru, och den kröker sig som en krumstav, symbolen för klostrets abbedissa, som också förekom i abbedissans sigill från 1278. Liljan definieras i blasoneringen som "naturlig", hade det bara stått "lilja" utan denna närmare bestämning hade vapnet innehållit en heraldisk lilja.

### Åker
Åkers landskommuns vapen fastställdes av Kungl. Maj:t den 30 juni 1958, med blasoneringen: I svart fält en kanon mellan två sädesax, allt av guld. Kanonen står för Åkers styckebruk och sädesaxen, som väl skall stå för jordbruket, är hämtade från Åkers härads sigill, känt från 1569.

Mariefreds stad (1951-1970) Mariefreds kommundel inom Strängnäs kommun (1971-)
Stallarholmens landskommun (1956-1970) Stallarholmens kommundel inom Strängnäs kommun (1971-)
Strängnäs stad (1937-1970) Strängnäs kommun (1971-1975)
Vårfruberga landskommun (1956-1970) Vårfruberga kommundel inom Strängnäs kommun (1971-)
Åkers landskommun (1958-1970) Åkers kommundel inom Strängnäs kommun (1971-)